# Júlio César (futbolista)
Júlio César da Silva Gurjol (nacido el 3 de marzo de 1956 en Río de Janeiro, Brasil) es un exfutbolista brasileño nacionalizado argentino. Jugaba de delantero y su primer club fue el Flamengo. Tiene 69 años.

## Carrera
Comenzó su carrera en 1975 jugando en su país natal jugando para el Flamengo. En 1976 se pasó al América. Ese año regresó al Flamengo. Jugó para ese club hasta el año 1977. En ese año se pasó al Remo, manteniéndose en ese club hasta el año 1978. En 1979 regresó al Flamengo. Jugó para el club hasta 1981. En ese año se fue a vivir a la Argentina, en donde jugó para el Talleres de Córdoba. En Talleres solo jugó 27 partidos y marcó 7 goles, teniendo que irse de Córdoba por problemas económicos de la institución. En ese año fue a prueba a River Plate, pero solo pudo actuar medio partido en un torneo de verano. En ese año regresó a su país natal, para jugar en el Fortaleza para luego pasar al Vasco da Gama jugando en ese equipo hasta 1984. En el siguiente año llegó al Grêmio, hasta el 1986. Y finalmente terminó su carrera en Atlético Paranaense jugando en esa institución hasta 1989.

## Clubes
| Club                | País      | Año       |
| ------------------- | --------- | --------- |
| Flamengo            | Brasil    | 1975      |
| América             | Brasil    | 1976      |
| Flamengo            | Brasil    | 1976-1977 |
| Remo                | Brasil    | 1977-1978 |
| Flamengo            | Brasil    | 1979-1981 |
| Talleres            | Argentina | 1981-1983 |
| River Plate         | Argentina | 1983      |
| Fortaleza           | Brasil    | 1983      |
| Vasco da Gama       | Brasil    | 1983-1984 |
| Grêmio              | Brasil    | 1984-1986 |
| Atlético Paranaense | Brasil    | 1987-1989 |